# Telmore
Telmore est un opérateur de réseau mobile virtuel (MVNO) danois filiale de l'opérateur danois historique TDC.